# Metal (песня)
«Metal» (с англ. — «Металл») — песня Гэри Ньюмана из его сольного дебютного альбома 1979 года The Pleasure Principle. Лирически песня написана в стиле научной фантастикой, вдохновленной произведениями Филипа К. Дика и Уильяма С. Берроуза; повествует об андроиде, который хочет быть человеком, но не может им стать. Песня была би-сайдом сингла «Cars» в США. На песню также было снято музыкальное видео.
Эта песня регулярно звучит на концертах Ньюмана с его первого тура в 1979 году и появляется на большинстве его концертных альбомов. В 1981 году Ньюман написал новые тексты на мотив «Metal» для своего альбома Dance и переименовал песню в «Moral». Ньюман часто исполняет эту версию. Песня была переработана в его агрессивный новый стиль в 1998 году, и эта версия исполняется до сих пор. Многие исполнители делали кавер-версию на песню «Metal», среди которых Nine Inch Nails (альбом Things Falling Apart), Thought Industry (альбом Recruited to Do Good Deeds for the Devil), Afrika Bambaataa совместно Гэри Ньюманом (альбом Dark Matter Moving at the Speed of Light) и Poppy (одноимённый сингл).
В песне повторяются тексты двух отрывков с сессий альбома Replicas: «The Crazies» («I’m still confusing love with need», с англ. — «Я все ещё путаю любовь с потребностью») и «We Have a Technical» («I could crawl around the floor just like I’m real», с англ. — «Я мог бы ползать по полу, как настоящий»).